# Glaresis maroccana
Glaresis maroccana är en skalbaggsart som beskrevs av Rudolph Petrovitz 1968. Glaresis maroccana ingår i släktet Glaresis och familjen Glaresidae. Inga underarter finns listade i Catalogue of Life.